# Императорский Тульский оружейный завод
Императорский Тульский оружейный завод — предприятие оборонной промышленности в Туле. Старейший оружейный завод России. Является одним из наиболее значимых и известных производителей оружия в мире.
Также выпускает охотничье и спортивное стрелковое оружие для гражданского рынка.
Из-за войны в Донбассе и вторжения России на Украину завод находится под международными санкциями Евросоюза, США и ряда других стран.

## История

### История завода до конца XIX века
В 1595 году по указу царя Фёдора Ивановича в Тулу по их просьбе были переселены 30 семей дедиловских кузнецов самопальщиков, которые уже умели делать огнестрельное оружие (самопалы), называвшиеся тогда самопальными мастерами. Для них на правом берегу р. Упы учредили кузнечную слободу и поставили оружейный двор, куда они сдавали изготовленное оружие и покупали необходимые материалы. Они были обязаны поставлять в казну пищали, за что им были даны по обельной грамоте особые права. Число оружейников постепенно росло, и они стали образовывать отдельные оружейные общины и цеха, выделывающие то или другое оружие либо отдельные части его.
В 1632 году голландский купец Андреас Винниус, получив от царя Михаила Фёдоровича жалованную грамоту, основал близ Тулы железоделательный завод для изготовления ядер и пушек. Вскоре, в 1652 году, также около Тулы, у деревни Ченцово голландцами Акемой и Марселиусом был выстроен другой завод — для изготовления разного оружия. Строители этих заводов выписали из-за границы литейщиков, молотобойцев, оружейников и других специалистов в количестве до 600 человек. За право построить заводы Винниус, Акема и Марселиус обязались обучать заводскому делу коренных русских мастеровых, в числе их и тульских оружейников.
Сословие тульских оружейников в 1700 году насчитывало уже более 1000 человек. Оружейники изготовляли оружие частью у себя на дому, частью в небольших мастерских, которые организованы были отдельными цехами оружейников. Помимо оружейного дела они занимались и другими мастерствами, таким путём и возникли в Туле известные самоварные, скобяные и другие фабрики.
В 1695 году русским кузнецом Никитой Демидовым был основан частный оружейный завод. В 1705 году был устроен первый «Казённый оружейный двор», где собрано было для работы до 800 человек оружейных мастеров.
В 1712 году именным указом Петра I от 15 (26) февраля была основана казённая оружейная фабрика, которая и стала основанием современного тульского оружейного завода. Фабрика начала работу в 1714 году. В 1720 году на заводе работало уже до 1200 оружейников. На фабрике вододействующие машины сверлили, обтачивали и белили (полировали) стволы, но ружейные замки и прочие ручные работы производились сначала по-прежнему на оружейном дворе и по домам мастеров. Первоначально ТОЗ производил исключительно военное оружие для нужд Российской армии. Уже в 1720 году количество выпущенных здесь ружей достигло 22 тысяч.

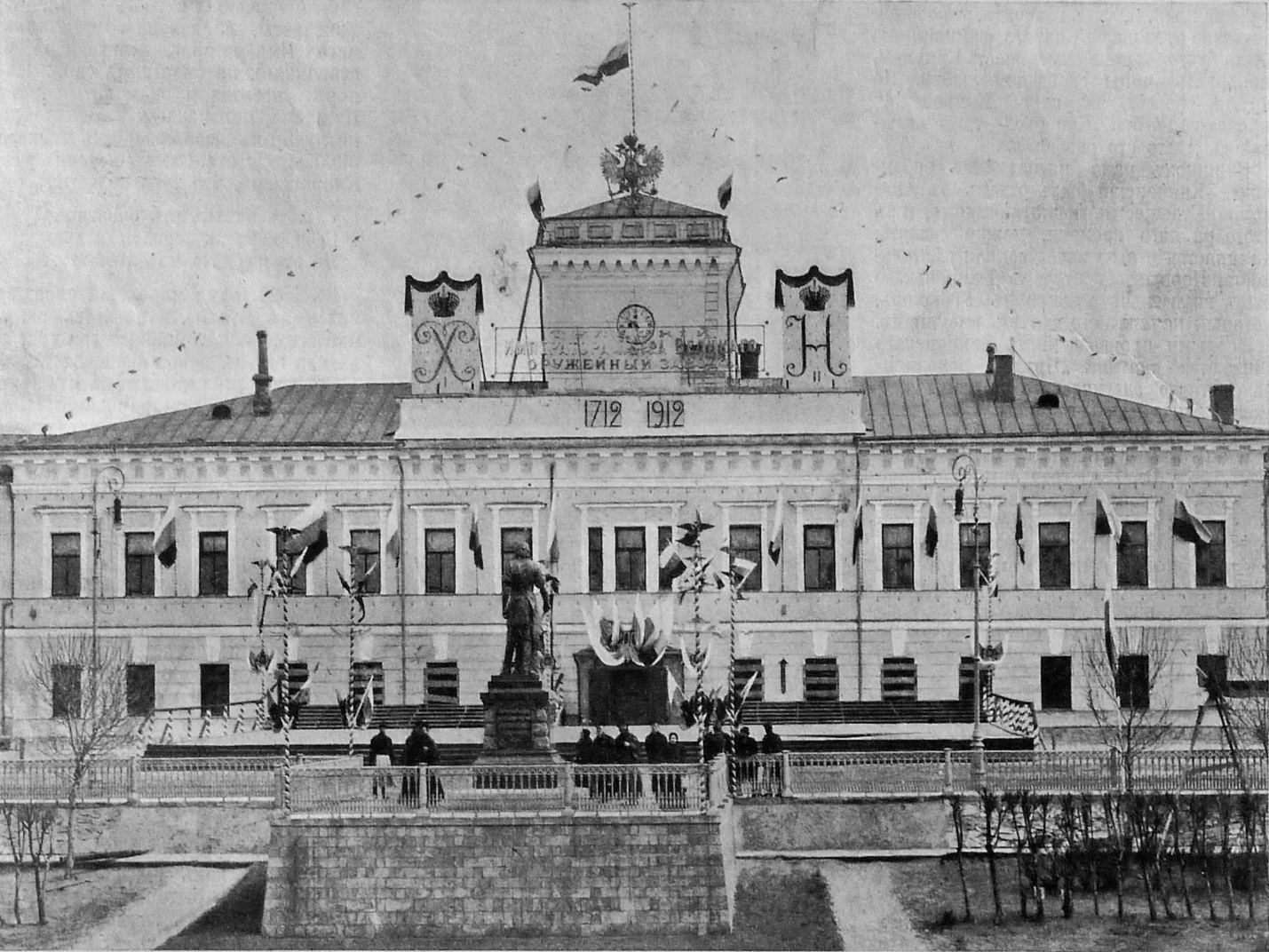
Здание главного корпуса Тульского Императора Петра Великого оружейного завода. Празднования в 1912 году по поводу 200-летия существования завода

В 1796 году Павел I подчинил Тульский оружейный завод Военной коллегии. Завод оставался в ведении главного военного ведомства до 1812 года.
В 1812 году во время Отечественной войны (когда заводом руководил генерал-майор Воронов, Фёдор Никитич) правительство обязало тульских оружейников сдавать 13 000 ружей ежемесячно, из коих 7000 должен был сдавать завод, 3000 — вольные мастера и 3000 — переделанных и ремонтированных старых. В 1835 году на заводе начала действовать паровая машина.
По 1 августа 1847 года при Тульском оружейном заводе считалось мастеровых оружейников ствольного цеха 2053; замочного цеха — 2066; приборного цеха —940; цеха белого (холодного) оружия — 2430; ложевого цеха — 1215; стальной артели — 116; итого — 9270 человек, из них на заводе работающих мастеровых было 3660; учеников их — 856; всего на заводе в действительной работе — 4516 человек. Мужского и женского пола всех вообще тульских оружейников в 1847 году было более 19 тысяч душ.
С 1875 года, сразу после окончания с золотой медалью Михайловской артиллерийской академии, на Тульском оружейном заводе начал работать Сергей Иванович Мосин. В 1880 году он был назначен начальником инструментальной мастерской. В 1891 году был утверждён образец винтовки, основу которой разработал Мосин. В 1892 году на Тульском оружейном заводе началось производство винтовки Мосина. Массовое производство началось в 1893 году. В 1907 году на заводе было налажено производство пулемёта Максим.
По указу императора Александра II от 13 сентября 1875 года Тульскому оружейному заводу присвоено наименование — «Императорский Тульский оружейный завод Главного артиллерийского управления».

### История завода с начала XX века

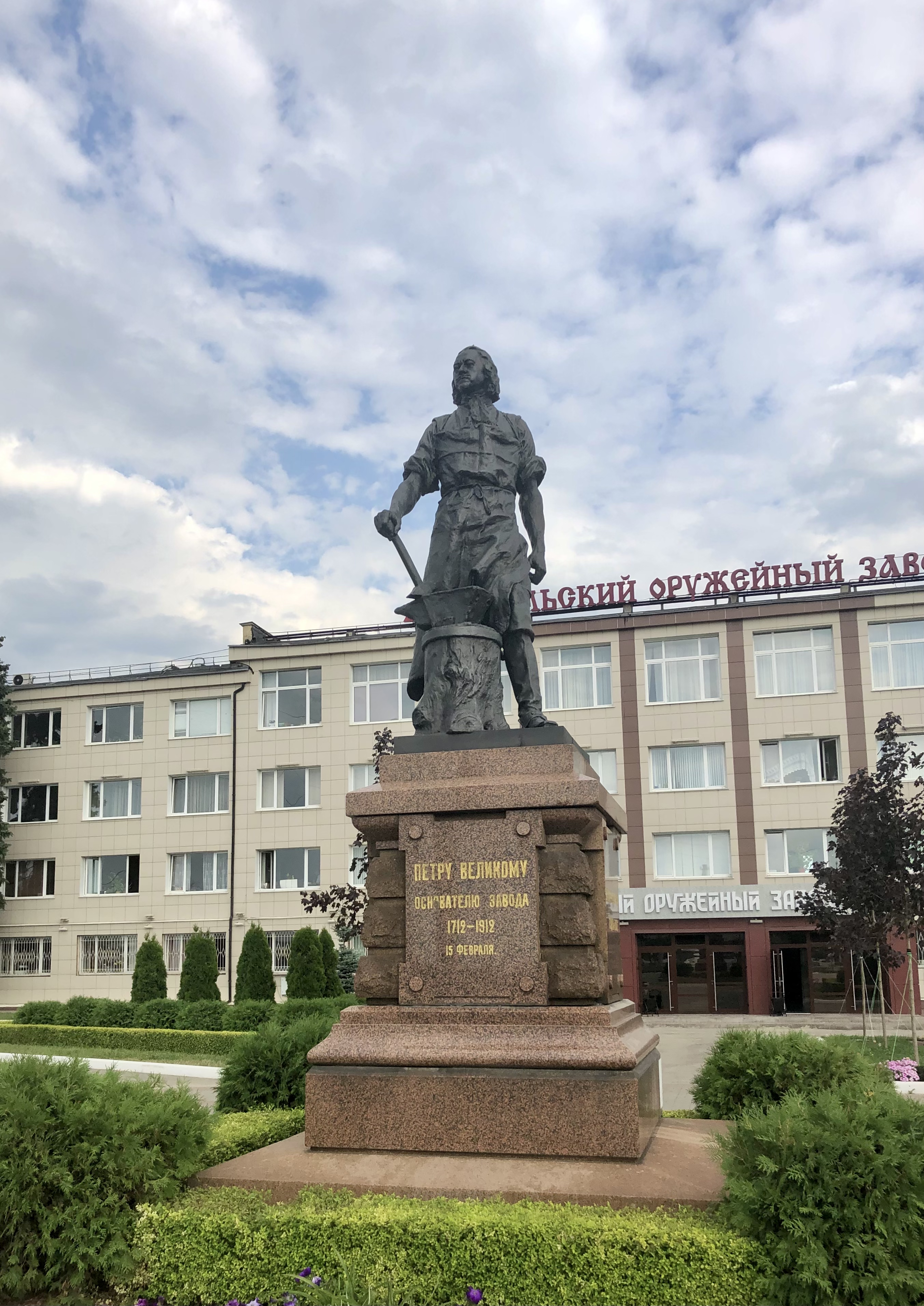
Памятник Петру Великому, основателю Тульского оружейного завода, сооружённый ко дню 200-летия завода (28 февраля 1912 года) на средства, собранные среди рабочих, мастеров и администрации завода

28 февраля 1912 года в ознаменование 200-летнего юбилея Императорского Тульского оружейного завода ему присвоено наименование «Тульский Императора Петра Великого оружейный завод».
В начале XX века в ТОЗ производилось следующее количество вооружения:
| Год  | Винтовки | Револьверы | Пулемёты | Пулемётные станки | Взрыватели |
| ---- | -------- | ---------- | -------- | ----------------- | ---------- |
| 1900 | 150 000  | 53 200     |          |                   |            |
| 1901 | 80 000   | 54 500     |          |                   |            |
| 1902 | 55 000   | 53 500     |          |                   |            |
| 1903 | 25 000   | 6700       |          |                   |            |
| 1904 | 80 700   | 36 400     |          |                   |            |
| 1905 | 133 100  | 62 900     |          |                   |            |
| 1906 | 95 200   | 62 900     | 145      |                   |            |
| 1907 | 47 400   | 13 900     | 530      |                   |            |
| 1908 | 24 100   | 25 100     | 910      |                   |            |
| 1909 | 37 000   | 34 200     | 380      |                   |            |
| 1910 | 24 000   | 16 600     | 700      | 430               |            |
| 1911 | 11 600   | 30 300     | 590      | 200               |            |
| 1912 | 12 700   | 51 700     | 980      | 510               |            |
| 1913 | 12 860   | 87 200     | 913      | 490               |            |
| 1914 | 259 000  | 76 000     | 1300     | 800               | 277 000    |
| 1915 | 352 500  | 131 900    | 4300     | 2500              | 459 000    |
| 1916 | 648 800  | 180 700    | 11 100   | 8000              | 677 400    |
| 1917 | 506 700  | 86 200     | 11 400   | 5000              | 495 400    |

Наибольшее количество единиц армейского оружия завод производил в годы войны (Русско-японская война, Первая и Вторая мировые войны, Гражданская война и др.). Позднее здесь стали также производиться предметы холодного оружия, а также охотничьи и спортивные ружья.
25 апреля 1921 года Тульский оружейный вместе с Тульским патронным заводом в числе ряда других стали первыми учреждениями, которые были награждены Орденом Трудового красного знамени РСФСР за «выполнение программы производства винтовок и патронов во время угрозы захвата Тулы Деникиным». В 1927 году на ТОЗ было создано Конструкторское бюро приборостроения, которое несколько позже было выделено из состава завода.
При раздаче номеров советским оборонным заводам изначально получил № 173 и вошёл в состав Наркомата оборонной промышленности, но в 1939 году был передан во вновь сформированный Наркомат вооружения, и получил новый номер 314.
В то время завод был режимным объектом, на котором использовался труд заключённых, в том числе детей.
В октябре 1941 года завод был эвакуирован в Медногорск, а также частично в Златоуст и Ижевск. Во время Великой Отечественной войны на заводе выпускались самозарядная винтовка Токарева, авиационная пушка ШВАК, револьвер системы Нагана и пистолет ТТ.
В 1946 году при ТОЗ было создано Тульское конструкторское бюро спортивного и охотничьего оружия, с 1950 года бюро стало самостоятельным предприятием
С 31 октября 2019 года ТОЗ не входит в структуру холдинга НПО «Высокоточные комплексы» госкорпорации «Ростех». По состоянию на 30 июня 2021 года подконтрольная холдингу «ТОР» компания «Фининвест-М» имеет 24 % в ПАО «Императорский Тульский оружейный завод», а доля самого «ТОРа» в «ТОЗе» — 9,46 %.

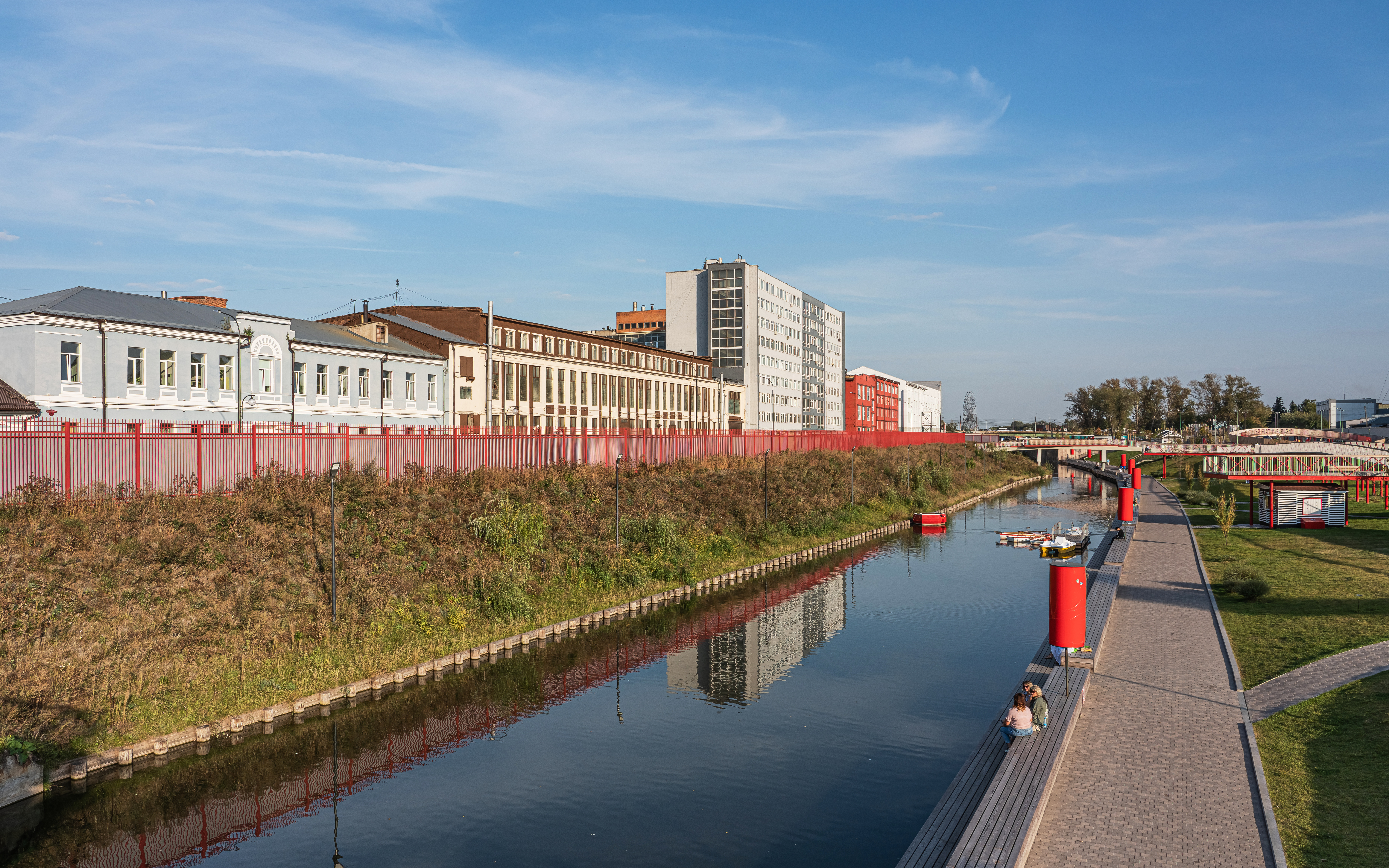
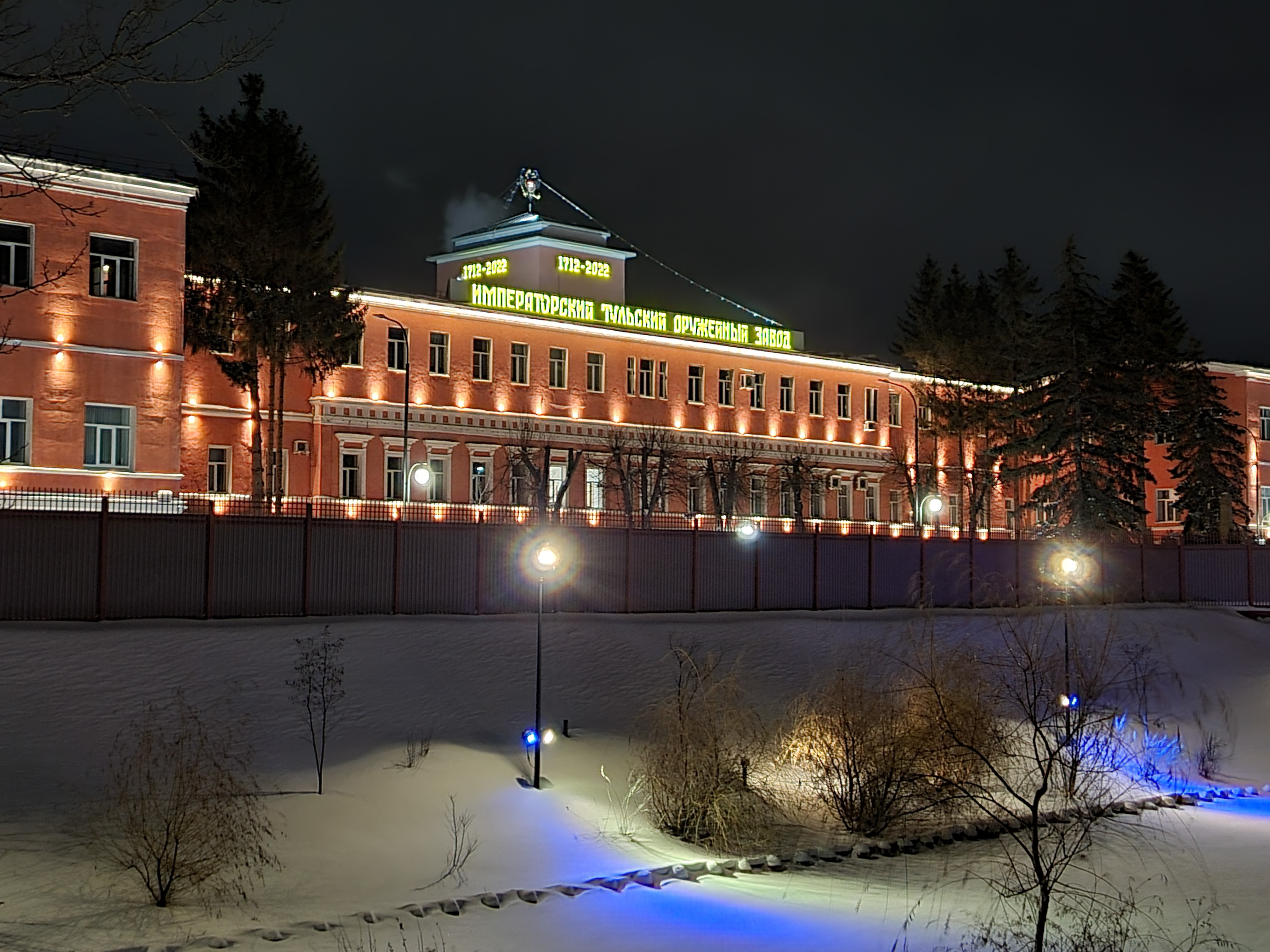
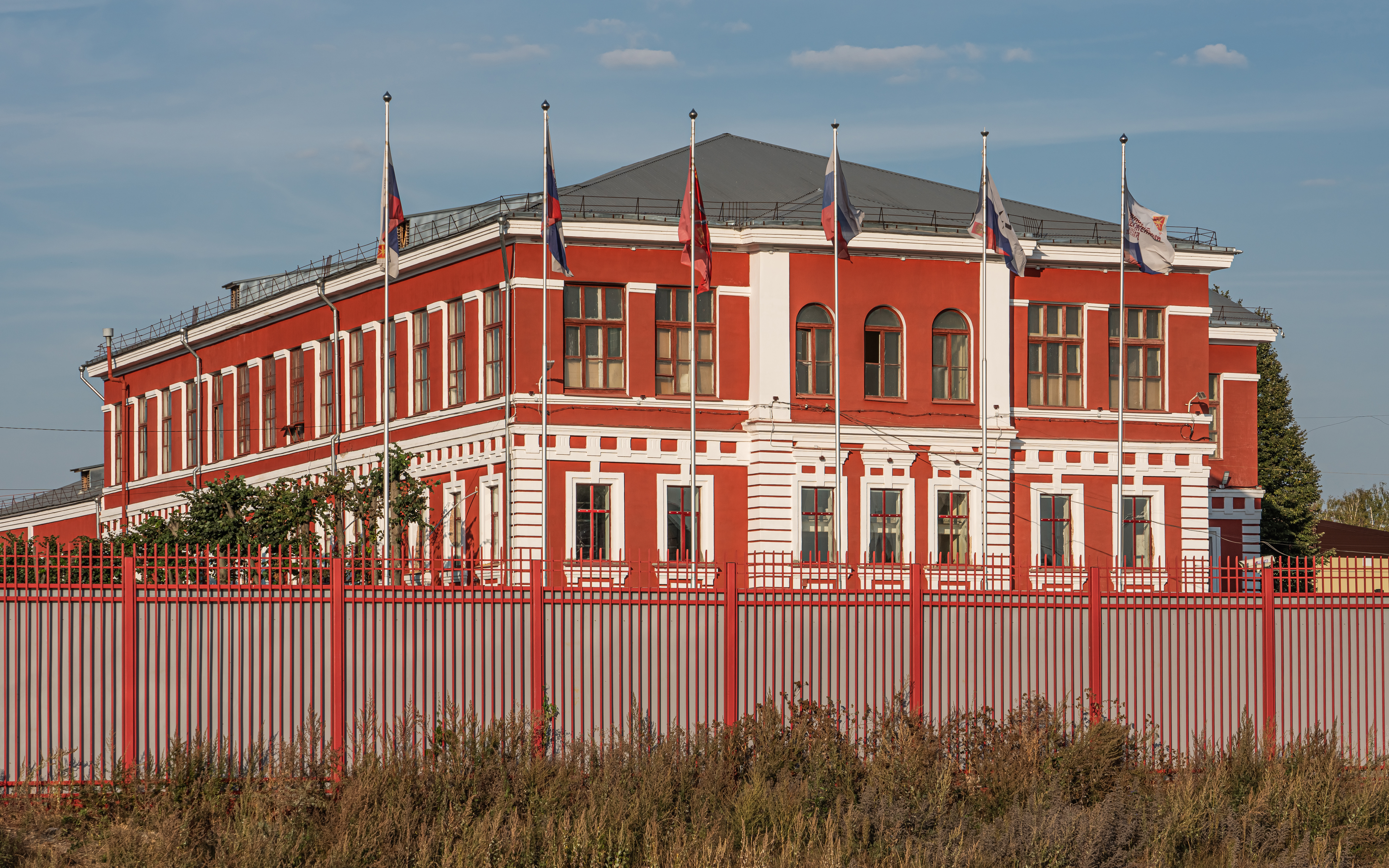

## Санкции
В 2014 года из-за войны на Донбассе завод был внесен в ограничительные санкционные списки Евросоюза и Канады.
25 февраля 2022 года на фоне вторжения России на Украину завод внесли в санкционные списки стран Евросоюза, позднее расширив их, отмечая, что завод производит ПТРК «Конкурс-М», «который используется в агрессивной войне против Украины».
4 октября 2022 года внесён в экспортный санкционный список США «за приобретение и попытки приобретения предметов американского происхождения для поддержки вооруженных сил России». 23 февраля 2024 года завод включён в блокирующий санкционный список США против компаний оборонного сектора как «выпускающий  противотанковые управляемые ракеты и различное стрелковое оружие для российских вооружённых сил для поддержки его незаконной войны против Украины».
По аналогичным основаниям завод находится в санкционных списках Японии, Украины и Швейцарии.

## Современная продукция

### Огнестрельное оружие
- автомат Калашникова АКС-74У
- противотанковая управляемая ракета Конкурс-М,
- 40-мм модернизированный подствольный гранатомёт ГП-25,
- автоматно-гранатомётный комплекс А-91.
- Автомат специальный «Вал»
- Винтовка снайперская специальная «Винторез»
- ТП-82

### Гражданское оружие
- одноствольные охотничьи ружья, в том числе магазинные (МЦ 20-01, ТОЗ-106, ТОЗ-194, ТОЗ-94 и др.) и самозарядные (МЦ 21-12, ТОЗ-87, ТОЗ-88, ТОЗ-124)
- двуствольные охотничьи ружья (ТОЗ-БМ, ТОЗ-34, ТОЗ-54, ТОЗ-120, ТОЗ-200 и др.)
  - в том числе, комбинированные: ТОЗ-134-20, ТОЗ-250 и др.
- малокалиберный спортивный пистолет: ТОЗ-35.
- малокалиберные спортивные винтовки: ТОЗ-8, ТОЗ-12, ТОЗ-61 и др.
- магазинные и самозарядные малокалиберные охотничьи карабины (ТОЗ-78, ТОЗ-99, ТОЗ-122, ТОЗ-17 и др.)
- конверсионное охотничье оружие:
  - КО-44 и КО-44-1 — конверсионные варианты винтовки Мосина[27][28],
  - ОП СКС и ТОЗ-97 «Архар» — конверсионные варианты карабина СКС,
  - КО-98, КО-98М1 — конверсионные варианты винтовки Mauser 98k[29][30].
- оружие самообороны: газовый револьвер ТОЗ-101 «Барсук» и др.

## Исторические наименования завода
- Тульский оружейный завод (1712—1875)
- Императорский Тульский оружейный завод[31] (1875—1912)
- Тульский Императора Петра Великого оружейный завод (1912—1918)
- Правление Первого оружейного завода Главного артиллерийского управления Народного Комиссариата по военным делам РСФСР[32] (5.08.1918 — 1919)
- Правление Первых Тульских оружейных заводов Центрального правления артиллерийских заводов Совета военной промышленности РСФСР (1919—1922)
- Правление Первых Тульских оружейных заводов Главного управления военной промышленности ВСНХ РСФСР (1922 — 8.06.1923)
- Первые оружейные заводы Главного управления военной промышленности ВСНХ (8.06.1923 — 1926)
- Первые оружейные заводы СССР в Туле производственного объединения военной промышленности «Военпром» ВСНХ (1926 — ноябрь 1926 г.)
- Первые оружейные заводы СССР в Туле Государственного оружейного пулемётного треста «Руж» ВСНХ (ноябрь 1926 г. — 1930)
- Первые оружейные заводы Государственного Всесоюзного оружейно — пулемётного объединения ВСНХ СССР (1930—1932)
- Первые оружейные заводы Главного военно-мобилизационного управления Народного комиссариата тяжёлой промышленности СССР (1932—1935)
- Государственный союзный первый оружейный завод (с 1935 г.)
- Тульский оружейный завод (до 20 января 2021 г.)
- Императорский Тульский оружейный завод[33] (с 20 января 2021 г.)

## Руководители завода
Наименование должности руководителя Тульского оружейного завода неоднократно изменялось с течением времени. Это было связано с тем, что завод периодически переподчинялся различным ведомствам как гражданским, так и военным.
С 1715 года руководители стали именоваться начальниками Тульской оружейной слободы. С поступлением завода в ведение артиллерийский приказа в 1721 году в Туле была учреждена Тульская оружейная контора, и с этого времени руководители завода стали именоваться управляющими Тульской оружейной конторой.
С 1748 года с упразднением оружейной конторы и созданием Тульской оружейной канцелярией руководители завода стали именоваться управляющими Тульской оружейной канцелярией. В 1782 году оружейная канцелярия была уничтожена и возникла Тульская казённая палата. С этого времени руководители завода стали именоваться советниками казённой Тульской палаты.
С 1796 года после передачи Тульского оружейного завода в ведение Государственной военной коллегии руководители завода стали именоваться командирами завода. Таковыми они оставались до 1863 года, пока завод не перешёл в арендно-коммерческое управление. Генерал-майор К. К. Стандершельд, пребывавший к этому времени командиром завода, стал именоваться управляющим заводом. Лица, временно исполнявшие должность командира завода до утверждения в ней, именовались командующими заводом.
С 1870 года после отмены арендно-коммерческого управления и возвращения завода в казённое управление его руководители стали именоваться начальниками Тульского оружейного завода. В 1876 году к наименованию завода было добавлено «Императорский», а в 1912 году ― «Императора Петра Великого». После этого в наименование должности были введены соответствующие прибавления — начальники Императорского Тульского оружейного завода и начальники Тульского Императора Петра Великого оружейного завода.
После Октябрьской революции 1917 года наименование должности руководителей завода также претерпело существенные изменения. В 1918 году после введения коллегиального управления заводом временно исполняющий должность начальника завода военный инженер-технолог А. А. Кубасов был назначен директором-распорядителем завода, и в этом качестве ему предписывалось организовать такое управление. С октября того же года А. А. Кубасов и все последующие руководители стали именоваться председателями Правления завода.
И, наконец, после 1926 года должность руководителей завода получила окончательное наименование — директор завода.

### Начальники Тульской оружейной слободы
- Волконский, Григорий Иванович (1712—1715). В своей книге «Описание Тульского оружейного завода в историческом и техническом отношении» Иосиф Христианович Гамель первого руководителя завода князя Григория Волконского показывает как «начальника оружейной слободы, оружейного двора и всех мастеровых»
- Вадбольский, Никита Матвеевич[36] (1715—1720)

### Управляющие Тульской оружейной конторой
- Волконский, Василий Григорьевич (1720—1726).
- Свечин, Иван Яковлевич (1726—1727)
- Хомяков, Кирилл Иванович (1727—1731)
- Половинкин, Макар Абросимович (1731—1735)
- Брянчанинов (1735—1736)
- Альбедиль и Овцын[34][к 1] (1736—1737)
- Беэр, Андреас Бенедиктович (1737—1744)

### Управляющие Тульской оружейной канцелярией
- Пестриков, Василий Фёдорович[38] (1747—1755).
- Хомяков, Фёдор Тимофеевич (в 1755—1756 г.)
- Бибиков, Илья Александрович (1756—1763)
- Жуков, Афанасий Семёнович[39] (1763—1782)

### Советники Тульской казённой палаты
- Гурьев, Гавриил Фёдорович (1782—1785)
- Веницеев, Семён Никифорович[40] (1785—1794)
- Остолопов, Владимир Иванович (в 1794 г.)
- Назаров, Егор Михайлович[41][42][к 2] (1794—1796)

### Командиры Тульского оружейного завода
- Долгоруков, Пётр Петрович (1796—1800)
- Экелен, Фёдор Андреевич (1800—1804)
- Шрейдер фон Трейлебен, Еким Ефимович[43] (с 20 июня 1804 по 1 сентября того же года)[к 3]
- Чичерин, Василий Николаевич (1804—1810)
- Воронов, Фёдор Никитич (1810—1817)
- Штаден, Евстафий Евстафьевич (1817—1824)
- Философов, Александр Богданович (1825—1836)
- Аммосов, Николай Алексеевич[46] (апрель 1836 г.[47] — январь 1837 г.[48])[к 4]
- Сиверс, Александр Иванович (1837—1840)
- Лазаревич, Николай Иванович (1840—1847)
- Самсон, Герман Романович (1847—1858)
- Стандершельд, Карл Карлович (1858—1869). С 1863 года управляющий заводом

### Начальники Тульского оружейного завода (Императорского и Императора Петра Великого)
- Нотбек, Владимир Васильевич (1870—1876)
- Бестужев-Рюмин, Василий Николаевич (1876—1889)
- Дружинин, Иван Александрович (с января по ноябрь 1889 г.)
- Патрус, Иван Иванович (1890—1892)
- Кун, Александр Владимирович (1892—1915)
- Третьяков, Павел Петрович (1915—1918)

### Директора-распорядители и председатели Правления
- Кубасов, Александр Александрович (с августа 1918 по январь 1919 года). Исполняющий должность начальника Тульского оружейного завода с 8 августа 1918 года, директор-распорядитель 1-го Тульского оружейного завода Главного артиллерийского управления Народного Комиссариата по военным делам РСФСР с 21 августа 1918 года, председатель Правления Первого оружейного завода Главного артиллерийского управления Народного Комиссариата по военным делам РСФСР с 9 октября 1918 года по январь 1919 года[к 5]
- Груёв, Дмитрий Семёнович (с января по декабрь 1919 года)[к 6]
- Савицкий, Николай Владимирович (1919—1922)
- Теплов, Николай Павлович[49] (1922—1923)
- Гроздев-Токаренко, Григорий Никанорович (1924—1926)[50][51]. С 1926 года директор завода

### Директора завода
- Невструев, Иван Абрамович[52] (1927—1929)
- В. Н. Ситников (1929—1930)[к 7]
- Мельников-Егоров, Павел Устинович (1931—1933)
- Ванников, Борис Львович (1933—1936)
- И. П. Корчагин, М. Л. Сорокин, С. К. Медведев — все трое поочерёдно в период с 1937 по 1938 год[53][к 8]
- Мартынов, Николай Васильевич (государственный деятель) (1939—1940)
- Томилин, Алексей Алексеевич — возглавил ТОЗ в 1940 году[54][55], директор эвакуированного ТОЗ (завод № 314) в Медногорске (1941—1943)[56]
- Руднев, Константин Николаевич — директор эвакуированного ТОЗ (завод № 314) в Медногорске (1943—1947)[56]
- И.П. Ершов — временно исполняющий обязанности директора ТОЗ (завод № 536) в Туле (декабрь 1941 г. — март 1942 г.)[56]
- Агафонов, Борис Михайлович — директор ТОЗ (завод № 536) в Туле (30.03.1942 — 18.09.1943)[56]
- Романов, Дмитрий Васильевич — директор завода № 536 в Туле (18.09.1943 — 24.06.1957)[56]
- Сабинин, Евгений Николаевич (1957—1979)
- Масленников, Николай Дмитриевич (1979—1998)[57]
- Пушкин, Николай Михайлович (1998—2011)
- Сергей Парийский (2011—2012)
- Курилов, Илья Николаевич (2012—наст. время)

## Завод и оружейники в памятниках, фалеристике, филателии и нумизматике

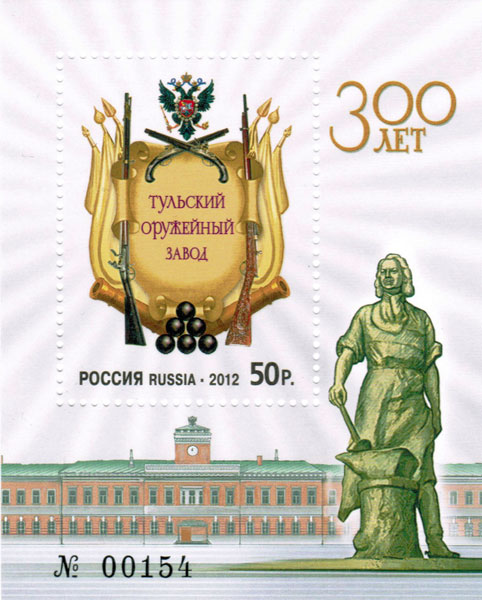
Почтовый блок «300 лет Тульскому оружейному заводу», марка России 2012.

### Памятники
- Памятник основателю завода Петру I Великому[58]
- Памятник С. И. Мосину в сквере имени Мосина[59]
- Бюсты оружейников на Аллее Славы знаменитых оружейников у здания-шлема Тульского государственного музея оружия[60]
- Памятник тулякам — мастерам-оружейникам и солдатам Первой мировой войны[61][62]

### Фалеристика и нумизматика
- Нагрудный знак «В память 200-летнего юбилея основания Императорского Тульского оружейного завода императором Петром I Великим»
- Нагрудный знак «250 лет Тульскому оружейному заводу»[63][64][65]
- Жетон «250 лет Тульскому оружейному заводу»[66]
- Юбилейная медаль «300-летие начала государственного оружейного производства в городе Тула»[67]
- Три рубля 2012 года «300-летие начала государственного оружейного производства в Туле»[68][69]

### Филателия
- Почтовый блок «300 лет Тульскому оружейному заводу»[70]
- Серия маркированных почтовых конвертов «300-летие Тульского оружейного завода»:
  - Памятник Петру I[71]
  - Фёдор Васильевич Токарев[72]
  - Сергей Александрович Зыбин[73]
  - Пулемёт Максима[74]
  - Пистолет Токарева и револьвер Нагана[75]
  - Ружьё охотничье двуствольное ТОЗ-55 и ружьё охотничье самозарядное МЦ[76]
- Почтовая карточка «250 лет Тульскому оружейному заводу»[77]